# Löllingit
Löllingit, auch veraltet als Arseneisen oder Arsenikalkies bekannt, ist ein eher selten vorkommendes Mineral aus der Mineralklasse der „Sulfide und Sulfosalze“ mit der chemischen Zusammensetzung FeAs2 und damit chemisch gesehen ein Eisenarsenid, genauer Eisendiarsenid.
Löllingit kristallisiert im orthorhombischen Kristallsystem und entwickelt prismatische Kristalle, kommt aber auch in Form massiger Aggregate vor. Das Mineral ist undurchsichtig und zeigt auf den Oberflächen der in frischem Zustand silberweißen Proben einen metallischen Glanz. An der Luft laufen diese nach einiger Zeit grau an. Der frische Mineralbruch hat eine hellere Farbe als der ansonsten ähnliche Arsenopyrit.

## Etymologie und Geschichte
Benannt wurde Löllingit 1845 durch Wilhelm Ritter von Haidinger nach dessen Typlokalität (erstem Fundort) Lölling im österreichischen Bundesland Kärnten. Bekannt war das Mineral aber bereits früher unter den Bezeichnungen Arseneisen, Arsenikalkies (nach Weiß) und Axotomer Arsenikkies.
Das Typmaterial des Minerals wird in der Mineralogischen Sammlung der Technischen Universität Bergakademie Freiberg (TU-BA) unter der Katalog-Nummer 3617 (HT) aufbewahrt.
Da der Löllingit bereits lange vor der Gründung der International Mineralogical Association (IMA) bekannt und als eigenständige Mineralart anerkannt war, wurde dies von ihrer Commission on New Minerals, Nomenclature and Classification (CNMNC) übernommen und bezeichnet den Löllingit als sogenanntes „grandfathered“ (G) Mineral. Die seit 2021 ebenfalls von der IMA/CNMNC anerkannte Kurzbezeichnung (auch Mineral-Symbol) von Löllingit lautet „Lö“.

## Klassifikation
Bereits in der zuletzt 1977 überarbeiteten 8. Auflage der Mineralsystematik nach Strunz gehörte der Löllingit zur Mineralklasse der „Sulfide und Sulfosalze“ und dort zur Abteilung „Sulfide mit M : S < 1 : 1“, wo er gemeinsam mit Rammelsbergit und Safflorit sowie im Anhang mit Froodit und Pararammelsbergit in der „Löllingit-Reihe“ mit der Systemnummer II/C.08 steht.
In der zuletzt 2018 überarbeiteten Lapis-Systematik nach Stefan Weiß, die formal auf der alten Systematik von Karl Hugo Strunz in der 8. Auflage basiert, erhielt das Mineral die System- und Mineralnummer II/D.23-010. Dies entspricht ebenfalls der Abteilung „Sulfide mit dem Stoffmengenverhältnis Metall : S,Se,Te < 1 : 1“, wo Löllingit zusammen mit Costibit, Nisbit, Oenit, Rammelsbergit, Safflorit und Seinäjokit die „Löllingitgruppe“ mit der Systemnummer II/D.23 bildet.
Die von der International Mineralogical Association (IMA) zuletzt 2009 aktualisierte 9. Auflage der Strunz’schen Mineralsystematik ordnet den Löllingit in die Abteilung „Metallsulfide mit M : S ≤ 1 : 2“ ein. Diese ist weiter unterteilt nach dem genauen Stoffmengenverhältnis und den in der Verbindung vorherrschenden Metallen, so dass das Mineral entsprechend seiner Zusammensetzung in der Unterabteilung „M : S = 1 : 2, mit Fe, Co, Ni, PGE usw.“ zu finden ist, wo es zusammen mit Anduoit, Klinosafflorit, Nisbit, Omeiit, Rammelsbergit und Safflorit die „Löllingitgruppe“ mit der Systemnummer 2.EB.15a bildet.
In der vorwiegend im englischen Sprachraum gebräuchlichen Systematik der Minerale nach Dana hat Löllingit die System- und Mineralnummer 02.12.02.09. Auch dies entspricht der Klasse der „Sulfide und Sulfosalze“ und dort der Abteilung „Sulfidminerale“. Hier findet er sich innerhalb der Unterabteilung „Sulfide – einschließlich Seleniden und Telluriden – mit der Zusammensetzung AmBnXp, mit (m+n):p=1:2“ in der „Markasitgruppe (Orthorhombisch: Pnnm)“, in der auch Markasit, Ferroselit, Frohbergit, Hastit, Mattagamit, Kullerudit, Omeiit, Anduoit, Seinäjokit, Safflorit, Rammelsbergit und Nisbit eingeordnet sind.

## Kristallstruktur

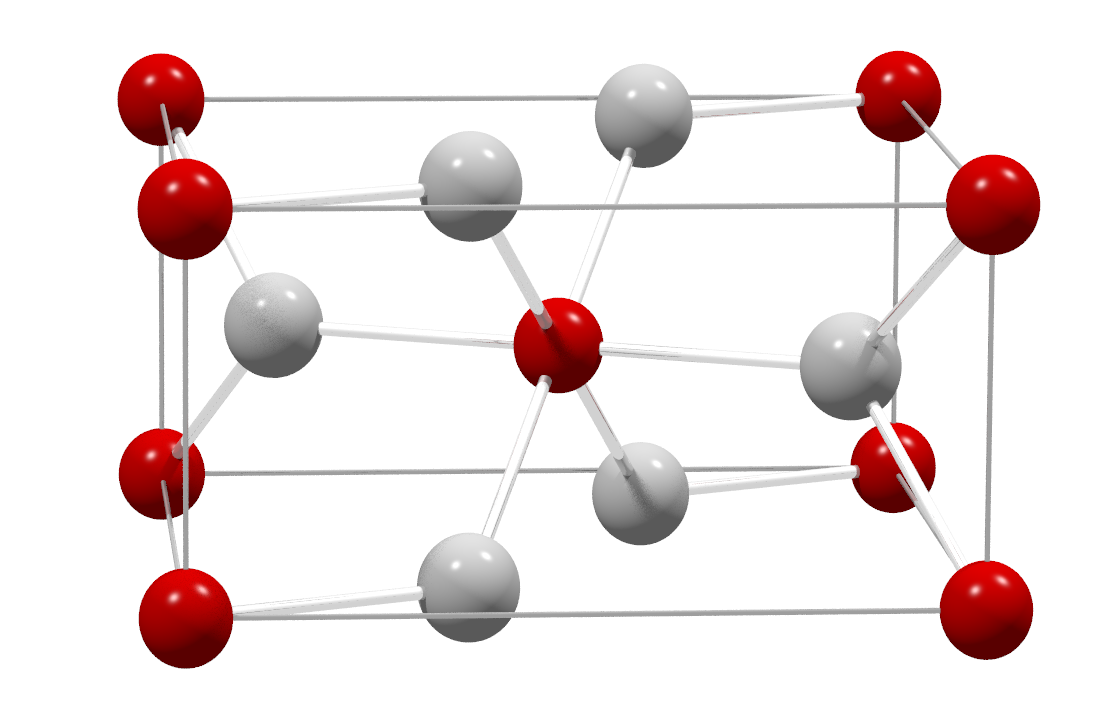
Struktur von Löllingit, silver As #e00 Fe

Löllingit kristallisiert im orthorhombischen Kristallsystem in der Raumgruppe Pnnm (Raumgruppen-Nr. 58) mit den Gitterparametern a = 5,30 Å, b = 5,98 Å und c = 2,88 Å sowie zwei Formeleinheiten pro Elementarzelle.

## Modifikationen und Varietäten
Als Glaukopyrit wird eine cobalthaltige Varietät des Löllingit bezeichnet. Es besteht eine Mischbarkeit mit dem Safflorit, CoAs2 Allerdings ist diese Mischbarkeit nicht vollständig. Ebenfalls kann Eisen teilweise gegen Nickel ausgetauscht werden und Arsen gegen Schwefel.

## Bildung und Fundorte

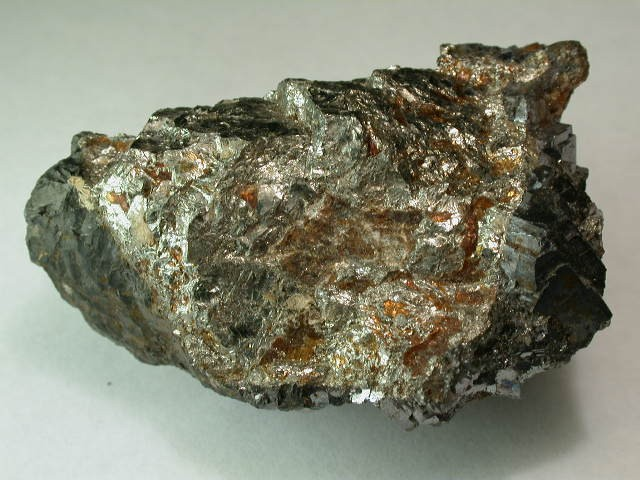
Derber Löllingit aus der Nine Mile Mine, Broken Hill, Yancowinna County, New South Wales, Australien (Größe: 4,6 × 3,2 cm)

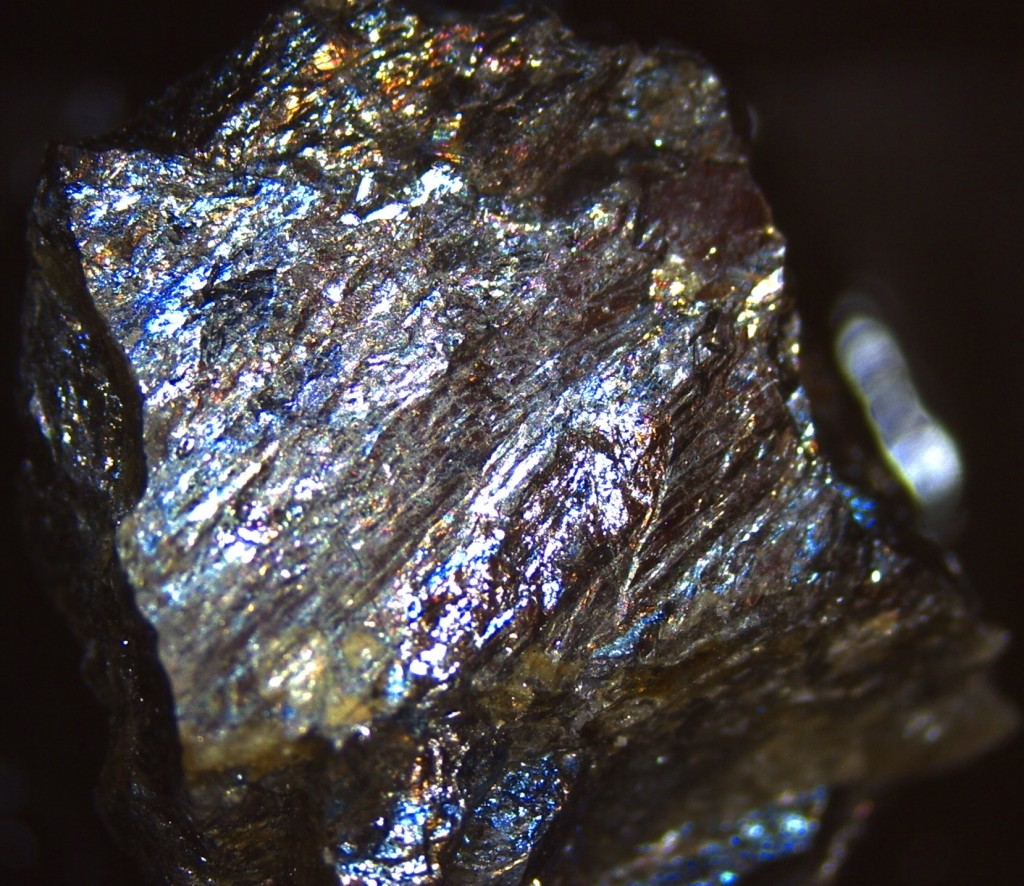
Buntfarbig angelaufener Löllingit aus Hebron, Oxford Co., Maine, USA (Größe: 2 cm)

Löllingit bildet sich entweder in magmatischen Gesteinen wie Pegmatit oder als Nebenbestandteil in hydrothermalen Erzgängen. Begleitet wird es unter anderem von Calcit, Nickelin, Pharmakosiderit, Siderit, Skutterudit und Bismut.
Als eher seltene Mineralbildung kann Löllingit an verschiedenen Fundorten zum Teil zwar reichlich vorhanden sein, insgesamt ist er aber wenig verbreitet. Weltweit sind bisher fast 900 Vorkommen dokumentiert (Stand 2024). Neben seiner Typlokalität Lölling trat das Mineral in Österreich unter anderem noch an mehreren Orten am Hüttenberger Erzberg, bei Sankt Martin am Silberberg, an der Saualpe und am Markogel in Kärnten; am Schlossberg bei Gloggnitz in Niederösterreich; im Gasteinertal und am Rotgüldensee in Salzburg sowie am Semmering Basis Tunnel (Semmering-Pass) bei Dürrhof, an den Vetternspitzen und an der Zinkwand in den Schladminger Tauern auf.
In Deutschland fand sich Löllingit vor allem im Schwarzwald (Wittichen, Oberwolfach), im Spessart (Hartkoppe, Schöllkrippen), im Bayerischen Wald, im Odenwald, im Harz (Rammelsberg, Sankt Andreasberg), im Siegerland, im Erzgebirge und im Vogtland.
In der Schweiz konnte das Mineral bisher nur im Kanton Wallis gefunden werden, genauer bei Ayer (Val d’Anniviers), Saint-Luc VS, Pipjitälli und Salanfe gefunden werden.
Weitere Fundorte sind unter anderem in Ägypten, Australien, Bolivien, Brasilien, Bulgarien, Chile, China, Finnland, Frankreich, Georgien, Ghana, Griechenland, Grönland, Guinea, Indien, Iran, Irland, Italien, Japan, Kanada, Kasachstan, Kirgisistan, Korea, Kosovo, der Demokratischen Republik Kongo, Marokko, Mexiko, der Mongolei, Namibia, Norwegen, Pakistan, Polen, Portugal, Rumänien, Russland, Schweden, der Slowakei, Spanien, Südafrika, Tschechien, Tadschikistan, der Ukraine, Ungarn im Vereinigten Königreich (Großbritannien) und in den Vereinigten Staaten von Amerika (USA).
Auch in Gesteinsproben vom Ostpazifischen Rücken konnte Löllingit nachgewiesen werden.

## Verwendung
Löllingit dient als Rohstoff zur Gewinnung von Arsen.